# 川林泱雲

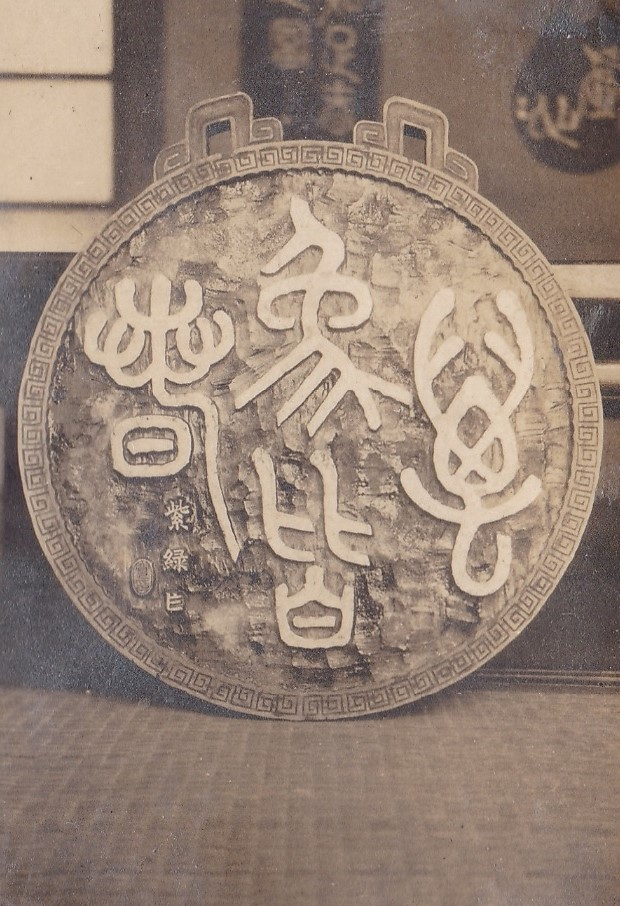
川林紫緑作　木彫篆刻額

川林 泱雲（かわばやし おううん、1899年（明治32年）3月9日 - 1975年（昭和50年）1月22日）は、日本の篆刻家・書家。
二世中村蘭台に師事。名は寛治郎。号ははじめ「寛」、のちに師蘭台より「紫緑」（しろく）、「泱雲」（おううん）、を拝命した。長男は日本放送協会 放送衛星担当部長 川林昭郎。

## 経歴
上京し大正14年、東京市日本橋区馬喰町において「書道教授」、「石版版下筆稿」、「図案揮毫」、「木彫篆刻師範」を営むも、中村蘭台木彫懸額頒布会の蘭台木彫額に感銘を受け入門する。
中村蘭台曰く「君は篆書がまだよく書けない様だね。彫る事は誰でも彫れる、篆書を習ふ事が第一だ、篆書の出来ない中は彫る事は教へられぬ、小篆の手本でも書いてやるから、まあ当分それを一生懸命やり給へ」、
「篆刻工芸とはどんなものか。所が、他人の書を材に貼りつけて彫り、古人の作つた物骨を其のま々模刻し看板業者の真似をするなぞして活として恥じないものは　よしそれが如何に精巧を極めた作品でも一種の機械的技術であつて芸術的作品で無い事は云ふまでも無い事だ。少し各自が芸術的良心のこもつた作品を作らねばならぬ。」
「篆刻工芸とはどんなものか。其の製作の態度は他の絵書彫刻等の芸術品と同じく、勿論作者の息のか々つてゐるもの、所詮個性の発露いたもので創作でなければならないと云ふ事は言をまたない。単なる模倣ではいけない。各自の作品を鑑ると恥しい哉事あらためて然か云はざるを得ない状態である。」、
「篆刻とはどんなものか。僕はいつも思ふ事だが多数の文字を扱つたものは無意義な努力だと思ふ。無駄な事だ。さういう作品を見ても何等感興がない。ただ活字の羅列に過ぎない無味極まるものになつて了ふ。印と云ふものはそんなものではない。それより少数の文字を配してそれに全精神お傾倒して作つてみたらどんなに立派な作品が出来る事だらうと思ふ。つまり量より質の問題なんだから・・・・」
なる叱咤激励を受け、師中村蘭台が理事、審査員である泰東書道院展　第五部　篆刻工芸において入選を重ね、1933年（昭和8年）銅賞入賞を果たすも「まだ模倣の域を出ず」と師中村蘭台に反省の弁を伝える。
1935年（昭和10年）、師中村蘭台のご推挙により第一生命保険相互会社本社社長矢野恒太の祐筆（文書課文書係長）となり、引き続き石坂泰三、矢野一郎の祐筆を1958年（昭和33年）まで務める。
1958年（昭和33年）、社団法人日本書道院　監事、審査員。